# HK Buran Woronesch
Der HK Buran Woronesch (russisch ХК Буран Воронеж) ist ein russischer Eishockeyklub aus Woronesch. Die Mannschaft spielt in der zweitklassigen Wysschaja Hockey-Liga.

## Geschichte
Der Klub wurde 1977 als Buran Woronesch gegründet. Zuvor existierten in Woronesch Mannschaften wir Dinamo, Spartak und Burewestnik, die an der zweitklassigen Klass B teilnahmen.
Buran Woronesch debütierte im November 1977 in der zweithöchsten Spielklasse, der Perwaja Liga, und war in den 1980er Jahren eine feste Größe dieser Spielklasse. In den 1990er Jahren spielte der Verein regelmäßig in der zweiten russischen Profispielklasse im Eishockey, der Wysschaja Liga, teil. Zuletzt trat man in dieser in der Saison 2003/04 an. Seither nahm die Mannschaft aus Woronesch am Spielbetrieb der mittlerweile dritten russischen Spielklasse, der Perwaja Liga, teil. 2012 wurde sie jedoch in die 2010 gegründete, neue zweite russische Spielklasse, die Wysschaja Hockey-Liga, aufgenommen.
Der HK Buran Woronesch fungiert als Farmteam des KHL-Teilnehmers Amur Chabarowsk.

## Bekannte Spieler
- Jakow Ratschinski (1999–2000)
- Iwan Chlynzew (2003–2004)
- Alexander Kryssanow (2000–2004)